# Oreorchis
Oreorchis – rodzaj roślin z rodziny storczykowatych (Orchidaceae). Obejmuje 19 gatunków występujących w Azji Południowo-Wschodniej i Wschodniej w takich krajach i regionach jak: Asam, Bangladesz, Chiny, Himalaje, Japonia, Korea Północna, Korea Południowa, Kamczatka, Kuryle, Mjanma, Nepal, Tajwan, Tybet, Kraj Nadmorski, Sachalin.

## Systematyka
Rodzaj sklasyfikowany do plemienia Calypsoeae, podrodzina epidendronowe (Epidendroideae), rodzina storczykowate (Orchidaceae), rząd szparagowce (Asparagales) w obrębie roślin jednoliściennych.
Wykaz gatunków
- Oreorchis angustata L.O.Williams ex N.Pearce & P.J.Cribb
- Oreorchis aurantiaca P.J.Cribb & N.Pearce
- Oreorchis bashanensis Yong Wang
- Oreorchis bilamellata Fukuy.
- Oreorchis discigera W.W.Sm.
- Oreorchis erythrochrysea Hand.-Mazz.
- Oreorchis fargesii Finet
- Oreorchis foliosa (Lindl.) Lindl.
- Oreorchis indica (Lindl.) Hook.f.
- Oreorchis micrantha Lindl.
- Oreorchis nana Schltr.
- Oreorchis nepalensis N.Pearce & P.J.Cribb
- Oreorchis oligantha Schltr.
- Oreorchis parvula Schltr.
- Oreorchis patens (Lindl.) Lindl.
- Oreorchis porphyranthes Tuyama
- Oreorchis sanguinea (N.Pearce & P.J.Cribb) N.Pearce & P.J.Cribb
- Oreorchis wumanae T.P.Lin
- Oreorchis yachangensis Z.B.Zhang & B.G.Huang